# Gonzalo Pérez (futbolista)
Gonzalo Pérez (n. Mercedes, Buenos Aires, Argentina; 24 de abril de 1990) es un futbolista argentino. Juega como mediocampista central, mediapunta o delantero y su equipo actual es el Club Luján de Argentina.

Se inició en las ligas infantiles de su ciudad natal en los clubes Quilmes y Atenas de Mercedes para llegar a los 12 años a las inferiores del club San Lorenzo de Almagro. Tras ser dejado libre en sexta división Juan Barbas, quien lo conocía de su paso por la institución de Boedo, lo lleva a Racing Club.

Con edad de quinta división es convocado al plantel de reserva. Pocos meses más tarde por sus buenas actuaciones Juan Manuel Llop decide llevarlo a primera donde debutaría en el Torneo Clausura 2009 frente al club atlético Lanús.
Sin embargo solo jugaría 3 partidos en La Academia. Tras la renuncia de Llop y la asunción de Ricardo Caruso Lombardi como técnico Gonzalo Pérez dejaría de ser tenido en cuenta y bajaría a entrenarse con el plantel "selectivo" en reserva.
El clausura 2011 fue de mucho éxito para el jugador. Jugaría los 19 partidos en reserva y marcaría 7 goles; pero esto no sería suficiente, Adrián Oso Fernández (ex barrabrava de los Racing Stones y presidente del fútbol amateur de Racing Club) decidiría mantenerlo separado sin motivo aparente. Así es como en junio del 2012 queda en condición de libre. 

A Fines de julio ficha por el club Danubio de Uruguay por 2 años de contrato. Durante ese campeonato marcaría 3 goles y vale destacar que Juan Ramón Carrasco fue quien le dio la titularidad con la peculiaridad de que le cambiaria su puesto natural; ya no jugaría como volante central sino como media-punta.

## Clubes
| Racing Club | Argentina | 2009-2012       |         |      |
| Danubio     | Uruguay   | 2012-2014       |         |      |
| Flandria    | Argentina | 2015-2017       |         |      |
| Luján]]     | 2017-2018 | Liga de Loja    | Ecuador | 2018 |
| Luján       | Argentina | 2019 - presente |         |      |